# Turkistan
Hazrat-e Turkestan (nome moderno Türkıstan, in kazako Түркістан?) è una città situata nell'omonima regione del Kazakistan, vicino al fiume Syr-Darya. Ha una popolazione di 164 413 abitanti ed è situata 160 km a nord-ovest di Taraz (Aulie-Ata), sulla ferrovia Trans-Aral, tra Ak-Mechet (Perovsk) a nord e Tashkent a sud.

## Descrizione
A Türkistan sono presenti resti archeologici a partire dal IV secolo. Era conosciuta dai cinesi come Beitian. Più tardi, fino al XVI secolo, quando era conosciuta come Yasi o Shavgar, fu un importante centro commerciale.
Il nome Hazrat-e Turkestan significa letteralmente «Il Santo (o Il Beato) del Turkestan» e si riferisce a Khoja Ahmad Yasavi, il grande maestro sufi del Turkestan, nato qui alla fine dell'XI secolo e seppellito all'interno della città. Sotto la sua guida la città divenne il centro accademico più importante per i popoli delle steppe kazake. Negli anni '90 del XIV secolo Timur fece erigere una magnifica cupola, chiamata Mazar o Mausoleo, che è senza alcun dubbio il monumento architettonico più significativo di tutto il Kazakistan. Nel 2005 il mausoleo di Khoja Ahmed Yasawi è stato inserito nell'elenco dei Patrimoni dell'umanità dell'UNESCO.
La città attrae tuttora migliaia di pellegrini. Secondo la tradizione locale, si dice che tre pellegrinaggi a Türkistan equivalgano ad un'Hajj alla Mecca, sebbene questo fatto non sia largamente accettato in tutto il mondo musulmano. Il Santo viene tenuto in grande considerazione, tanto che la città è anche conosciuta come la «Seconda Mecca dell'Oriente», ed è di enorme importanza per i musulmani kazaki.
Altri importanti siti storici comprendono un bagno termale medioevale e altri quattro mausolei, uno della nipote di Tamerlano e tre di khan (capi) kazaki.
Durante tutta la sua storia Türkistan è stata una città di confine, posta com'è alle frontiere tra gli insediamenti di cultura perso-islamica delle oasi della Transoxiana a sud, e il mondo dei nomadi turco-mongoli delle steppe a nord. Di conseguenza con il passare dei tempi è stata a volte un importante centro politico kazako, ed altre una città di frontiera sotto il controllo dei khanati uzbeki dell'estremo sud.
Quando venne conquistata dai Russi nel 1863 passò sotto il controllo del Khanato di Kokand. Türkistan fece parte dell'Oblast del Syr-Darya del Governatorato Generale del Turkestan Russo. Quando nel 1917-18 cadde il regime zarista, fece parte della Repubblica Socialista Sovietica Autonoma del Turkestan, prima di essere incorporata nella nuova RSS Kazaka nel 1924.
Ai giorni nostri Türkistan ha una popolazione di 85 600 abitanti (censimento del 1999), quasi tutti di etnia kazaka. La popolazione è aumentata del 10% tra il 1989 e il 1999, divenendo così la seconda città per tasso di crescita demografica del Kazakistan, dopo la nuova capitale Astana.

## Monumenti e luoghi d'interesse
Tra i monumenti principali della città figura il mausoleo di Khoja Ahmed Yasawi.
A circa 70 km dalla città si trova l’antica città di Sauran, un complesso archeologico con mura fortificate e abitazioni.

## Infrastrutture e trasporti
Türkistan può essere raggiunta in treno da Almaty, dopo un viaggio di quasi 20 ore. L'aeroporto più vicino, quello di Şımkent, è a 2 ore di distanza.

## Clima
| Turkistan (1991-2020) Fonte: | Mesi         | Mesi         | Mesi         | Mesi        | Mesi        | Mesi        | Mesi        | Mesi        | Mesi        | Mesi         | Mesi         | Mesi         | Stagioni | Stagioni | Stagioni | Stagioni | Anno  |
| Turkistan (1991-2020) Fonte: | Gen          | Feb          | Mar          | Apr         | Mag         | Giu         | Lug         | Ago         | Set         | Ott          | Nov          | Dic          | Inv      | Pri      | Est      | Aut      | Anno  |
| ---------------------------- | ------------ | ------------ | ------------ | ----------- | ----------- | ----------- | ----------- | ----------- | ----------- | ------------ | ------------ | ------------ | -------- | -------- | -------- | -------- | ----- |
| T. max. media (°C)           | 1,8          | 5,4          | 14,2         | 22,2        | 28,9        | 34,6        | 36,4        | 35,2        | 28,9        | 20,8         | 10,5         | 5,2          | 4,1      | 21,8     | 35,4     | 20,1     | 20,3  |
| T. media (°C)                | −2,9         | −0,1         | 7,4          | 15,3        | 21,8        | 27,2        | 29,0        | 27,3        | 20,7        | 12,5         | 4,2          | −1,7         | −1,6     | 14,8     | 27,8     | 12,5     | 13,4  |
| T. min. media (°C)           | −7,0         | −4,7         | 1,6          | 8,6         | 14,3        | 18,8        | 20,4        | 18,8        | 12,2        | 5,1          | −1,0         | −5,7         | −5,8     | 8,2      | 19,3     | 5,4      | 6,8   |
| T. max. assoluta (°C)        | 18,7 (1965)  | 26,4 (2016)  | 30,7 (1974)  | 36,3 (1936) | 40,5 (1961) | 46,9 (1917) | 47,9 (1983) | 46,5 (1947) | 41,9 (1947) | 35,3 (1941)  | 27,9 (1917)  | 21,6 (1989)  | 26,4     | 40,5     | 47,9     | 41,9     | 47,9  |
| T. min. assoluta (°C)        | −33,6 (1969) | −38,6 (1969) | −25,0 (1955) | −8,4 (1960) | −2,8 (1989) | 3,2 (1983)  | 6,4 (1941)  | 3,4 (1943)  | −5,5 (1956) | −14,3 (1987) | −31,8 (1950) | −33,0 (1938) | −38,6    | −25,0    | 3,2      | −31,8    | −38,6 |
| Nuvolosità (okta al giorno)  | 5,7          | 5,1          | 4,9          | 4,5         | 4,0         | 2,6         | 2,0         | 1,4         | 1,5         | 3,1          | 4,6          | 5,3          | 5,4      | 4,5      | 2,0      | 3,1      | 3,7   |
| Precipitazioni (mm)          | 25           | 26           | 31           | 23          | 21          | 8           | 4           | 2           | 2           | 12           | 26           | 26           | 77       | 75       | 14       | 40       | 206   |
| Giorni di pioggia            | 5            | 6            | 8            | 8           | 7           | 4           | 2           | 1           | 2           | 4            | 7            | 6            | 17       | 23       | 7        | 13       | 60    |
| Nevicate (cm)                | 4            | 2            | 0            | 0           | 0           | 0           | 0           | 0           | 0           | 0            | 0            | 2            | 8        | 0        | 0        | 0        | 8     |
| Giorni di neve               | 7            | 6            | 2            | 0,3         | 0,0         | 0,0         | 0,0         | 0,0         | 0,0         | 0,3          | 2,0          | 5,0          | 18,0     | 2,3      | 0,0      | 2,3      | 22,6  |
| Giorni di nebbia             | 4            | 2            | 1            | 0,2         | 0,0         | 0,0         | 0,0         | 0,0         | 0,0         | 0,4          | 1,0          | 4,0          | 10,0     | 1,2      | 0,0      | 1,4      | 12,6  |
| Umidità relativa media (%)   | 79           | 73           | 63           | 50          | 43          | 33          | 34          | 32          | 36          | 51           | 69           | 79           | 77       | 52       | 33       | 52       | 53,5  |
| Vento (direzione-m/s)        | E 1,9        | E 2,3        | E 2,5        | E 3,2       | E 3,0       | E 2,9       | E 2,8       | E 2,8       | E 2,6       | E 2,1        | E 1,9        | E 1,8        | 2,0      | 2,9      | 2,8      | 2,2      | 2,5   |